# (2922) Dikanʹka
(2922) Dikanʹka (1976 GY1) – planetoida z grupy pasa głównego asteroid okrążająca Słońce w ciągu 3,65 lat w średniej odległości 2,37 au Odkryta 1 kwietnia 1976 roku.